# مسجد سرخ (ساوه)

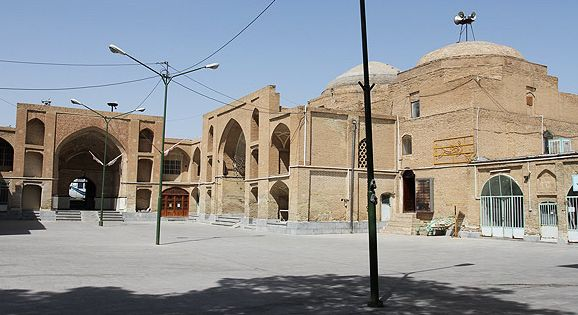
نمای بیرونی از مسجد سرخ و گنبد آن - ۱۳۹۲

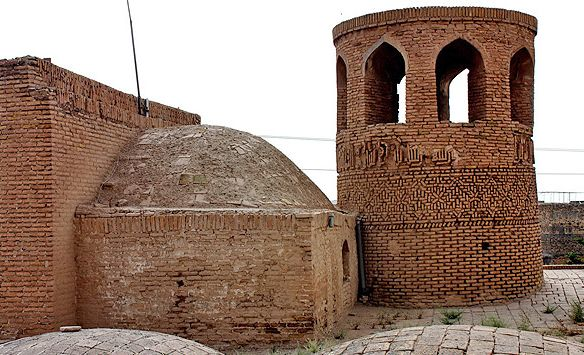
مناره مسجد میدان - ۱۳۹۲

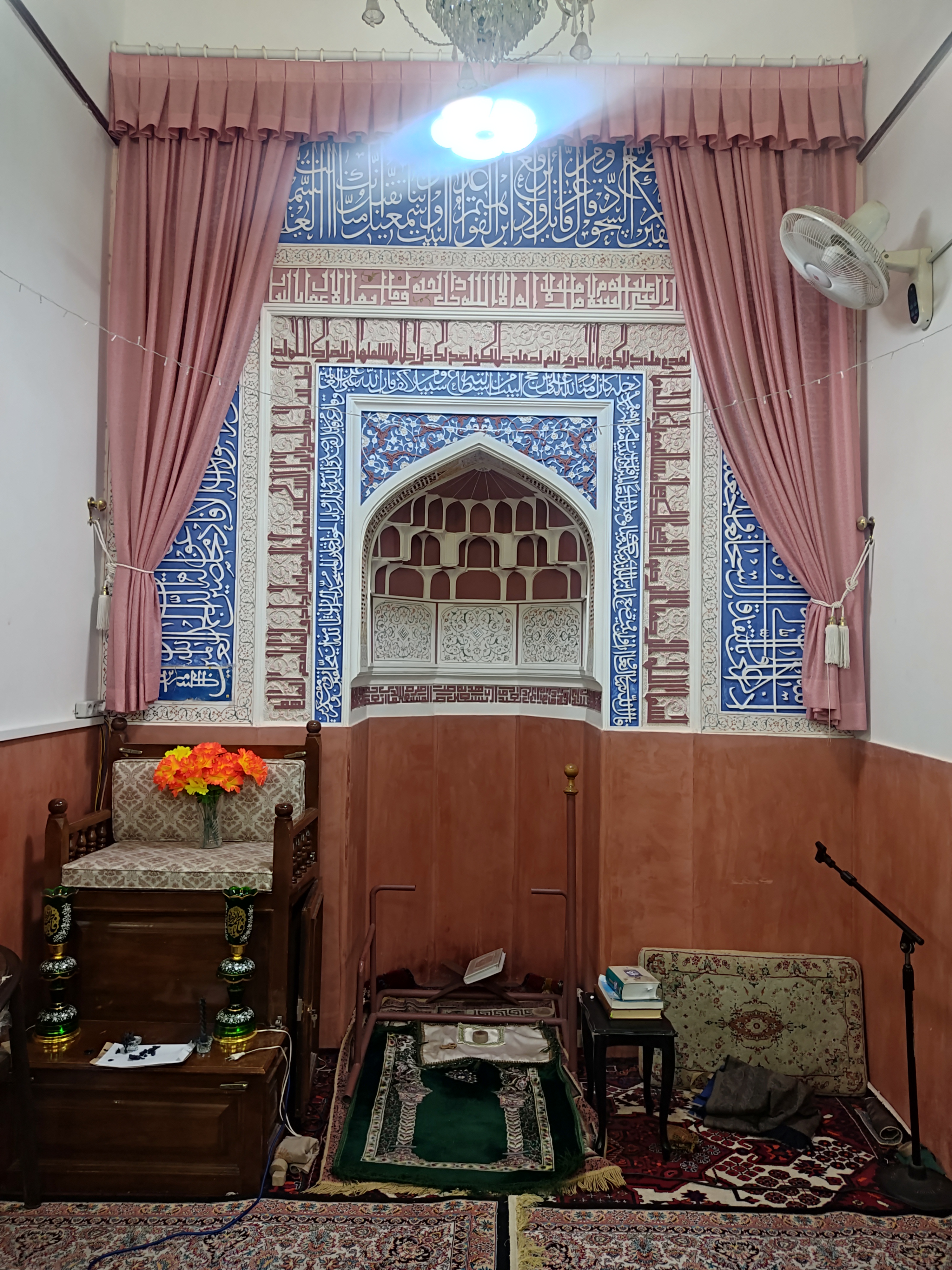
محراب مسجد سرخ - ۱۴۰۳

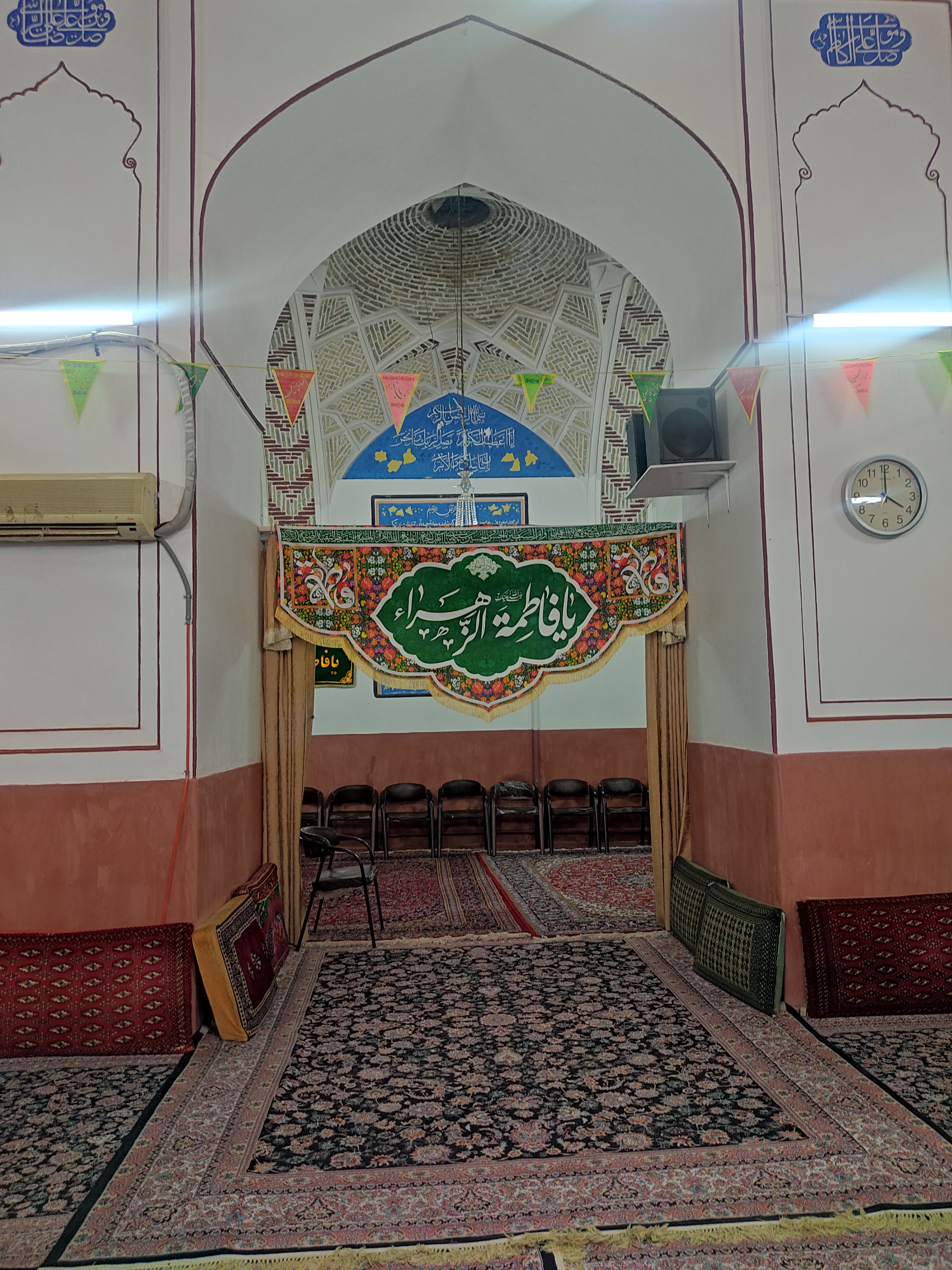
داخل مسجد سرخ - ۱۴۰۳

مسجد سرخ یکی از بناها و مساجد زیبای شهرستان ساوه و کشور ایران است که در مجموعه مسجد انقلاب ساوه قرار دارد. این مسجد به موجب تزئینات و کتیبه‌های قرمزرنگی که در آن تعبیه شده‌است، به مسجد قرمز شهره شده‌است. از جمله باارزش‌ترین عناصر سازندهٔ این مسجد، محراب مزین شدهٔ آن به کتیبه‌های گچ‌بری شده و نقاشی‌های متعدد آن و همچنین مناره آجری این مسجد می‌باشد.

## موقعیت
این مسجد در میدان انقلاب ساوه و در جنوب بازار قدیمی شهر قرار دارد.

## تاریخچه
براساس نظرات کارشناسان و کتیبه‌های تاریخی، تاریخ ساخت مسجد به دوره شاه اسماعیل صفوی یا دوران سلجوقیان بازمی‌گردد. همچنین مناره مسجد نیز براساس تاریخ ثبت شده بر روی آن در سال ۴۵۳ هجری قمری ساخته شده‌است.
بر اساس کاوش‌های بعمل‌آمده، وجود یک آتشکده در دوره ایران باستان در مکان کنونی مسجد بسیار محتمل است. بنابر روایات تاریخی، این آتشکده تا دوره مأمون عباسی پابرجا بوده و در این زمان به دستور ابودلف عجلی، حاکم ولایت عراق، خاموش و به جای آن یک مسجد بنا می‌شود. امروزه، بنای ابتدایی مسجد تا حد زیادی تخریب شده و بنای جدید مسجد در دوره سلجوقی و در مجاورت بنای قدیمی ساخته شده‌است که تا امروز نیز پابرجا مانده‌است.

### مرمت
این مسجد چند بار مرمت شده است. آخرین مرمت آن در تیرماه ۱۴۰۲ آغاز شد.

### ثبت ملی
این مسجد در ۹ آذر ۱۳۸۹ به شماره ۲۹۴۰۷ و مناره آن در سال ۱۳۱۰ به شماره ۱۵۵ در فهرست آثار ملی به ثبت رسیده‌است.

## معماری مسجد
این مسجد شامل سر در ورودی، صحن، ایوان، گنبدخانه، شبستان، رواق و مناره، دو مدرسه قدیمی و جدید و یک مسجد تازه ساخت است.
سر در ورودی این بنا مزین به تزئینات کاشیکاری (کاشی فیروزه‌ای عصر صفوی) است و جدار آن حدود ۶۰ سال پیش سفیدکاری شده‌است.
طاق سر در، مقرنس کاری و در پایین آن، کتیبه‌ای گچ‌بری شده به خط ثلث برجسته نمایان است و بالای درگاه و در سینه سر در، لوح سنگی نصب شده که بر آن فرمانی دیوانی از شاه اسماعیل صفوی نقش بسته‌است.
بخش اصلی گنبد خانه در میانه سه رواق و یک مقبره واقع است و از سه جهت، درگاهی وسیع و مرتفع به رواق‌های اطراف باز می‌شود.
گنبدخانه‌های دیگر در بالای این رواق قرار دارند که نیم طاق‌هایی در قوس‌های کوچکتری به اضلاع تبدیل گشته و پایین طاق با پوشش عرقچینی بنا بالا آمده‌است.
بدنه قوس نیم طاقها با گوشه‌ای از مقرنس خوش آراسته و رنگ آمیزی شده‌است، در زیر گنبد، کتیبه‌ای با متن «سوره نبأ» منقش به گل و بوته‌های برجسته نوشته شده‌است.
در زیرگنبد دوم کتیبه‌ای دیگر به خط برجسته کوفی به رنگ زرشکی با زمینه لاجوردی متضمن به سوره «یاسین» گچبری شده‌است.
در میانه ضلع جنوبی گنبدخانه، محرابی چهار ضلعی با پوشش مقرنس گچی، مزین به کتیبه‌ای گچ‌بری شده قرار گرفته‌است.
از دیگر بخش‌های مهم این مسجد می‌توان به مناره آجری مسجد اشاره کرد که با آجر و آیات قرآنی آراسته شده‌است. در ضلع غربی صحن مسجد، ایوان مرتفع آجری قرار دارد که در پیرامون آن حجره‌هایی در سه طبقه ساخته شده‌است.
مورخان علت نامگذاری این مکان را به نام مسجد سرخ به دلیل رنگ‌های قرمزی می‌دانند که در تزئینات مسجد و کتیبه‌های آن به کار رفته‌است.